# Mont Furong
Le mont Furong (chinois : 芙蓉山 ; pinyin : Fúróng Shān ; litt. « mont Hibiscus ») est situé dans le bourg de Qingshanqiao, au sud-ouest de Ningxiang, dans le Hunan, en Chine. Il culmine à une altitude de 860 m.
Le mont Furong est connu pour le temple Puji, un temple bouddhiste qui a été construit au sommet de la montagne sous la dynastie Yuan. Le nom d'origine du temple était Furong'an (芙蓉庵). C'est le sujet d'un poème du poète tang Liu Changqing.